# 18 karaats
18 karaats is een verzamelalbum van saxofonist André Moss uit 1981. Op het instrumentale album staan zijn hits en allerlei andere nummers uit zijn carrière sinds 1973. Verschillende nummers werden uitgekozen als tune van met name de TROS, zoals Ella (1973), Rosita (1974), Bella notte (1980) en Fly me to Bali (1980).
Het album stond 6 weken in de Nationale Hitparade LP Top 50 en bereikte nummer 27 als hoogste notering.

## Nummers
| Nr. | naam                     | schrijver                                 | duur |
| --- | ------------------------ | ----------------------------------------- | ---- |
| A1  | Ella                     | Jack de Nijs                              | 2:50 |
| A2  | Curitiba                 | Jacques Verburgt                          | 2:21 |
| A3  | Bella notte              | Henny Vrienten                            | 3:13 |
| A4  | Sophie fleur             | John van de Ven                           | 3:32 |
| A5  | Sweet remember           | Jacques Verburgt                          | 2:05 |
| A6  | My spanish rose          | Jack de Nijs                              | 2:50 |
| A7  | Lorene                   | Jacques Verburgt                          | 3:14 |
| A8  | Merry go round           | John van de Ven                           | 2:45 |
| A9  | Laura                    | Jack de Nijs                              | 3:30 |
| B1  | Rosita                   | Jack de Nijs                              | 3:00 |
| B2  | Porto alegre             | Jacques Verburgt en Margriet van der Vegt | 2:54 |
| B3  | Let the bouzoukis play   | Jack de Nijs                              | 2:45 |
| B4  | My sister's watch        | John van de Ven                           | 3:15 |
| B5  | Alicante                 | John van de Ven                           | 2:16 |
| B6  | Para ti                  | Jack de Nijs                              | 3:10 |
| B7  | Blue eyes                | Jacques Verburgt                          | 2:20 |
| B8  | Moonlight over acropolis | Jacques Verburgt                          | 2:25 |
| B9  | Fly me to Bali           | Jack de Nijs en Milly Trap                | 4:05 |